# Servicios de Seguridad Palestinos
Los Servicios de Seguridad Palestinos (PSS; en árabe: خدمات الأمن الفلسطينية‎) son las fuerzas armadas y las agencias de inteligencia del Estado de Palestina. Se componen de doce ramas, en particular las Fuerzas de Seguridad, la Policía Civil, la Guardia Presidencial y las Fuerzas de Seguridad Nacional. El presidente de la Autoridad Nacional Palestina es el comandante en jefe de las fuerzas palestinas.
Uno de cada 16 palestinos de Cisjordania trabaja para estas filiales, lo que convierte a la zona en una de las más vigiladas del mundo. Tanto su formación como su financiación provienen principalmente de Estados Unidos e Israel. La Autoridad Palestina gasta más en seguridad que el presupuesto total que destina a la educación y los servicios de salud del Ministerio de Educación y Educación Superior de Palestina.

## Trasfondo
El Estado de Palestina no cuenta con ejército terrestre, ni fuerza aérea ni armada. Los Servicios de Seguridad Palestinos (SSP, no confundir con el Servicio de Seguridad Preventiva) no disponen de armamento pesado ni equipo militar avanzado como tanques.
En el proceso de paz entre israelíes y palestinos, Israel ha exigido sistemáticamente que el Estado palestino permanezca desmilitarizado. Los negociadores israelíes exigieron mantener las tropas israelíes en Cisjordania, mantener el control del espacio aéreo palestino y determinar con precisión qué armas podían y no podían adquirir las fuerzas de seguridad palestinas. En junio de 2009, en la Universidad Bar Ilán, el primer ministro israelí, Benjamín Netanyahu, dijo: “No se puede esperar que aceptemos un Estado palestino sin garantizar que esté desmilitarizado”.
El artículo XII del Acuerdo de Oslo II establece:
Para garantizar el orden público y la seguridad interna de los palestinos de Cisjordania y la Franja de Gaza, el Consejo [Palestino] establecerá una fuerza policial sólida, según lo dispuesto en el Artículo XIV infra. Israel seguirá siendo responsable de la defensa contra amenazas externas, incluyendo la protección de las fronteras con Egipto y Jordania, y de la defensa contra amenazas externas marítimas y aéreas, así como de la seguridad general de los israelíes y los asentamientos, con el fin de salvaguardar su seguridad interna y el orden público, y tendrá todas las facultades para tomar las medidas necesarias para cumplir con esta responsabilidad.
Article II of Annex I stipulates:
″The Palestinian Police is the only Palestinian security authority.″  The Annex allows a security force limited to six branches:
- Civil Police
- Public Security
- Preventive Security
- Presidential Security
- Intelligence
- Emergency Services and Rescue (Civil Defence)